# 露丝·阿伦斯
露丝·休斯·阿伦斯（英語：Ruth Hughes Aarons，1918年6月11日—1980年6月6日），出生于康涅狄格州斯坦福，美国前女子乒乓球运动员。她曾在世界乒乓球锦标赛中获得3枚金牌、1枚银牌和1枚铜牌。